# Kabinett Jolly
Das Kabinett Jolly bildete vom 12. Februar 1868 bis zum 21. September 1876 die Landesregierung von Baden.
| Amt                               | Name                                                                    |
| --------------------------------- | ----------------------------------------------------------------------- |
| Staatsminister und Inneres        | Julius Jolly                                                            |
| Äußeres und großherzogliches Haus | Rudolf von Freydorf bis zum 1. Juli 1871; danach aufgehoben             |
| Krieg                             | Gustav Friedrich von Beyer bis zum 17. Dezember 1871; danach aufgehoben |
| Justiz                            | Hermann Obkircher bis 1871                                              |
| Justiz                            | Rudolf von Freydorf seit dem 29. Juni 1871                              |
| Finanzen                          | Moritz Ellstätter                                                       |
| Handel                            | Gottfried von Dusch bis 28. Oktober 1872                                |
| Handel                            | Ludwig Turban der Ältere seit 28. Oktober 1872                          |
| Ohne Geschäftsbereich             | August Nüßlin                                                           |